# Giáo phận vương quyền Basel
Giáo phận vương quyền Basel (tiếng Đức: Hochstift Basel, Fürstbistum Basel, Bistum Basel; tiếng Anh: Prince-Bishopric of Basel ) là một Công quốc Giao hội trong Đế chế La Mã Thần thánh, được hình thành từ năm 1032 và cai trị bởi các Giám mục vương quyền, đặt trị sở tại Basel, từ năm 1528 đến năm 1792 được đặt tại Porrentruy, và sau đó là tại Schliengen. Basel giữ Địa vị Hoàng gia, các Giám mục cai trị có ghế đại diện và quyền bỏ phiếu tại Đại hội Đế quốc (Thánh chế La Mã). Năm 1803, nhà nước giáo hội này chính thức bị giải thể như một phần của Hòa giải Đức.
Giáo phận vương quyền Basel bao gồm các lãnh thổ hiện nay thuộc các bang Basel-Landschaft, Jura, Solothurn và Bern của Thụy Sĩ, bên cạnh các lãnh thổ nhỏ ở các phần lân cận của miền Nam nước Đức và miền Đông nước Pháp. Thành phố Basel không còn là một phần của Giáo phận vương quyền Basel sau khi nó gia nhập Cựu Liên bang Thụy Sĩ vào năm 1501.